# San Diego-erőd
A San Diego-erőd a mexikói Acapulco egyik jelentős műemléke, ma múzeum működik benne.

## Története
A spanyol hódítás után az acapulcói kikötő egyre jelentősebb forgalmat bonyolított le Ázsiával, főleg a Fülöp-szigetekkel, sőt, 1581-től ez vált Új-Spanyolország egyetlen olyan kikötőjévé, ahol ez irányú kereskedelmi tevékenység folyt. A gazdag kikötőre azonban, pont jelentőségének növekedése miatt, egyre nagyobb fenyegetést jelentettek a kalózok és más országok hajói. 1615 októberében például hat holland hajó próbált bejutni az öbölbe, ám őket a partot védő 30, szakállas puskával felszerelt katona vissza tudta verni. Mindenesetre ez az eset is felhívta a figyelmet, hogy szükség lenne valami erősebb védelemre: ennek érdekében pedig Diego Fernández de Córdoba alkirály megbízta (az egyébként szintén holland) Adrian Boot mérnököt, hogy tervezzen és építsen erődítményt az öböl partjára.
Az építkezés 1615 végén kezdődött, és 1617-ben fejeződött be. A szabálytalan ötszög alakú erődítményt az alkirály védőszentje után nevezték el San Diegónak. 1689 és 1812 között az erődöt 18 spanyol vezette, akik a kikötő kormányzója és a déli tengerpartok altábornagya címet viselték. 1776-ban nagy földrengés pusztított a kikötőben, ez pedig az erődben is akkora károkat okozott, hogy lényegében az alapjaitól újjá kellett építeni. Az új erőd terveit a spanyol Miguel Constanzó készítette el és mutatta be Antonio María de Bucareli y Ursúa alkirálynak, ám a tervet hiába hagyták jóvá, Ramón Panón, az építéssel megbízott mérnök átdolgozta azt, és csak 1778-ban kezdte meg az építkezést. Végül az új erőd 5 év alatt készült el, és hivatalosan új nevet is kapott: ekkor már San Carlosnak nevezték, de a gyakorlatban továbbra is a San Diego elnevezés maradt használatban. A század végétől kezdve 1808-ig Manuel Agustín Mascaró vezetésével folytak építési munkák az erődben: megújították a mellvédeket, a puskaporraktárat és a felvonóhidat, valamint új ivóvíztartály is épült.
Az erődöt története során soha nem tudták bevenni a kalózok, de a mexikói függetlenségi háború során, 1813-ban José María Morelos vezetésével a felkelő hadak sikeresen ostromolták meg és foglalták el.
1986-ban az INAH kezelésében levő Acapulcói Történelmi Múzeumot rendezték be az erődben, amelyhez 2004-ben új gyaloghidat is hozzáépítettek a könnyebb megközelítés érdekében.

## A múzeum
Az erődben berendezett múzeumban 10–12, állandó kiállításokat tartalmazó terem és egy időszakos kiállítóterem található. Az intézmény bemutatja az erőd történetét egészen a spanyol védelmi stratégia ismertetésétől kezdve, az Acapulcóban és környékén régen élt őslakók kultúráját, a spanyol gyarmatok terjeszkedésének történetét a déli tengerek térségében, a Fülöp-szigetekkel történő kereskedelem történetét és az ázsiai ország mexikói kultúrára gyakorolt hatását, a Csendes-óceánon egykor garázdálkodó különféle kalózcsoportokat, valamint a függetlenségi háború történetét (különös tekintettel Morelos hadjárataira) és az ott elért győzelem megünneplésének mozzanatait.

## Képek

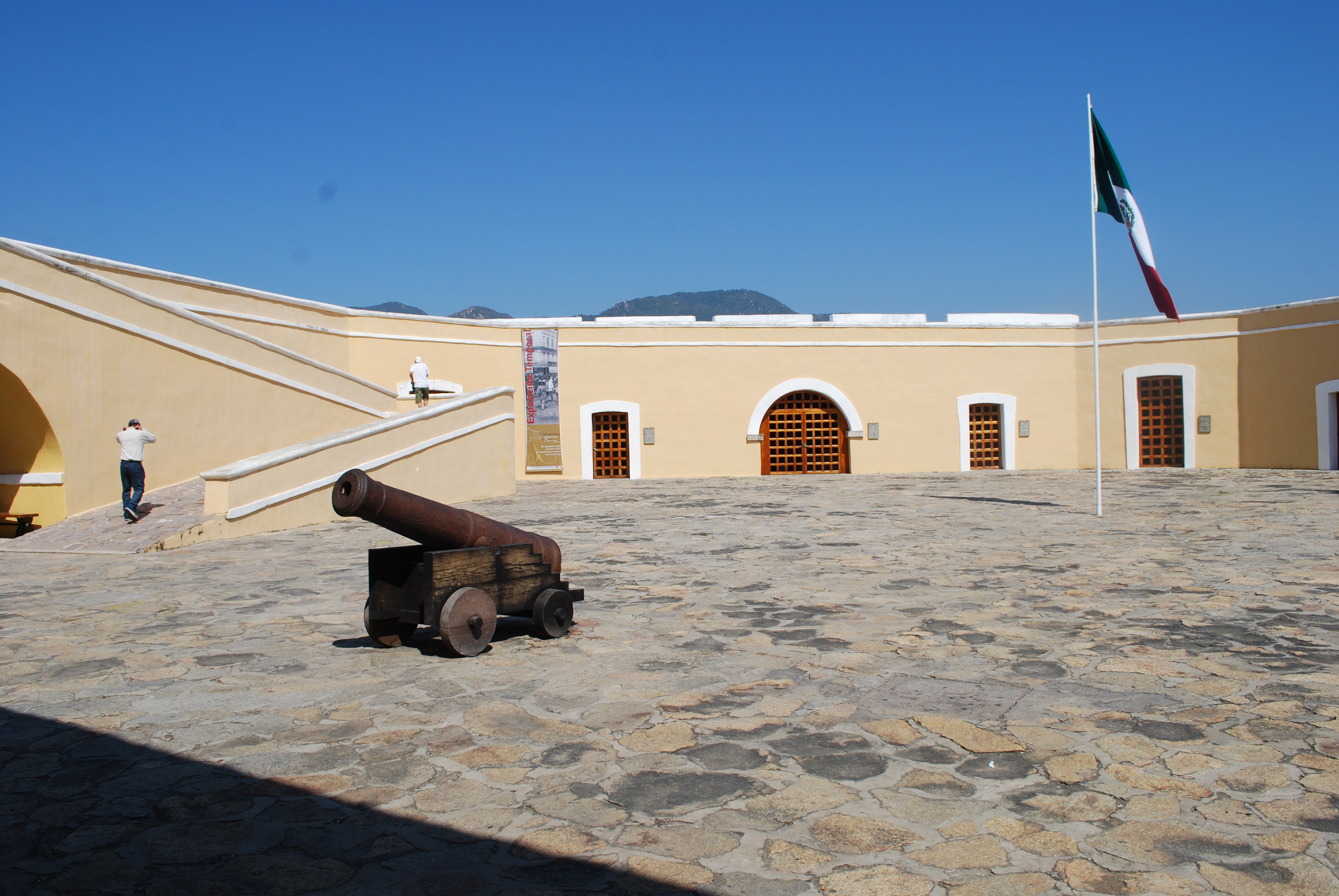
Belső udvar
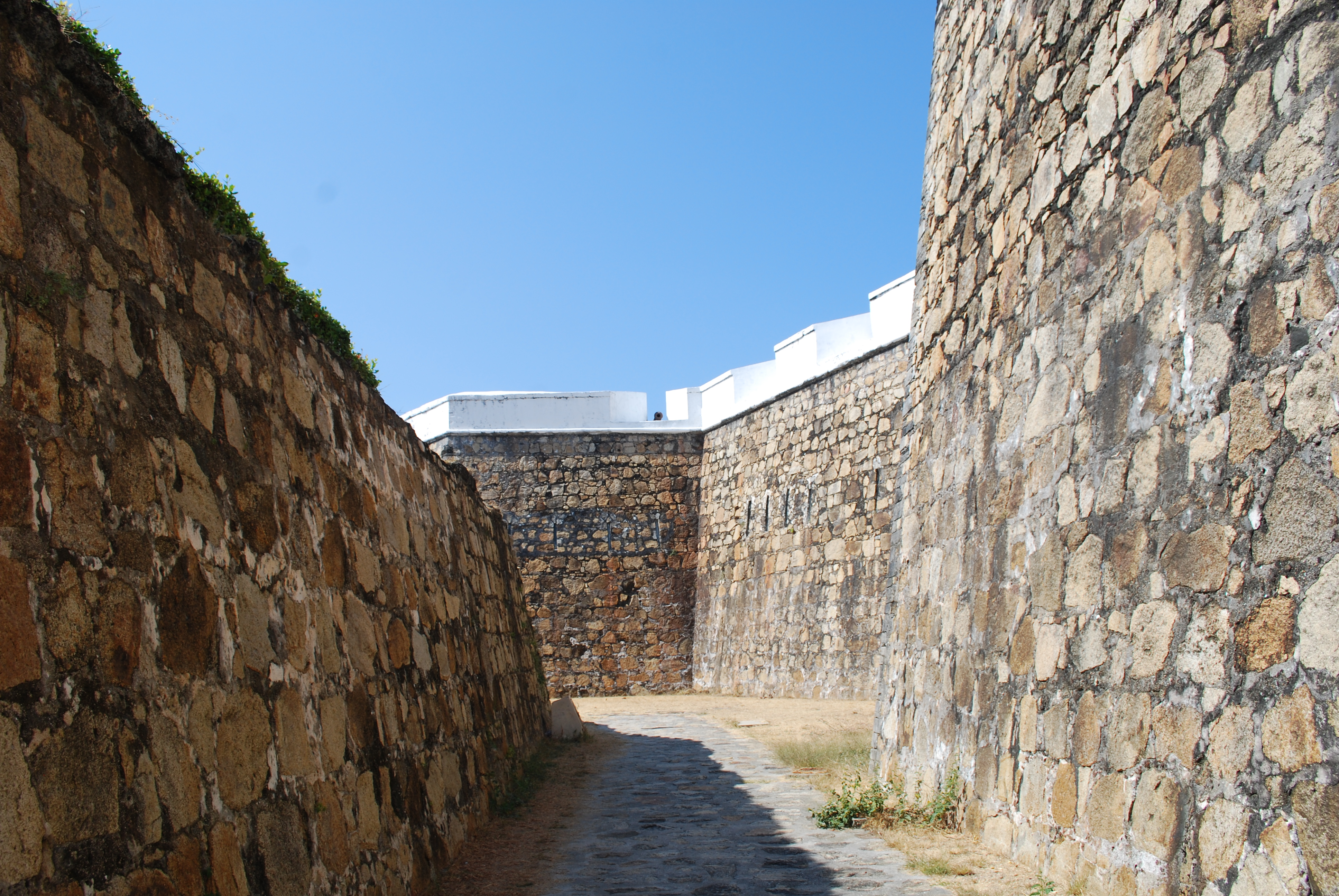
Falak
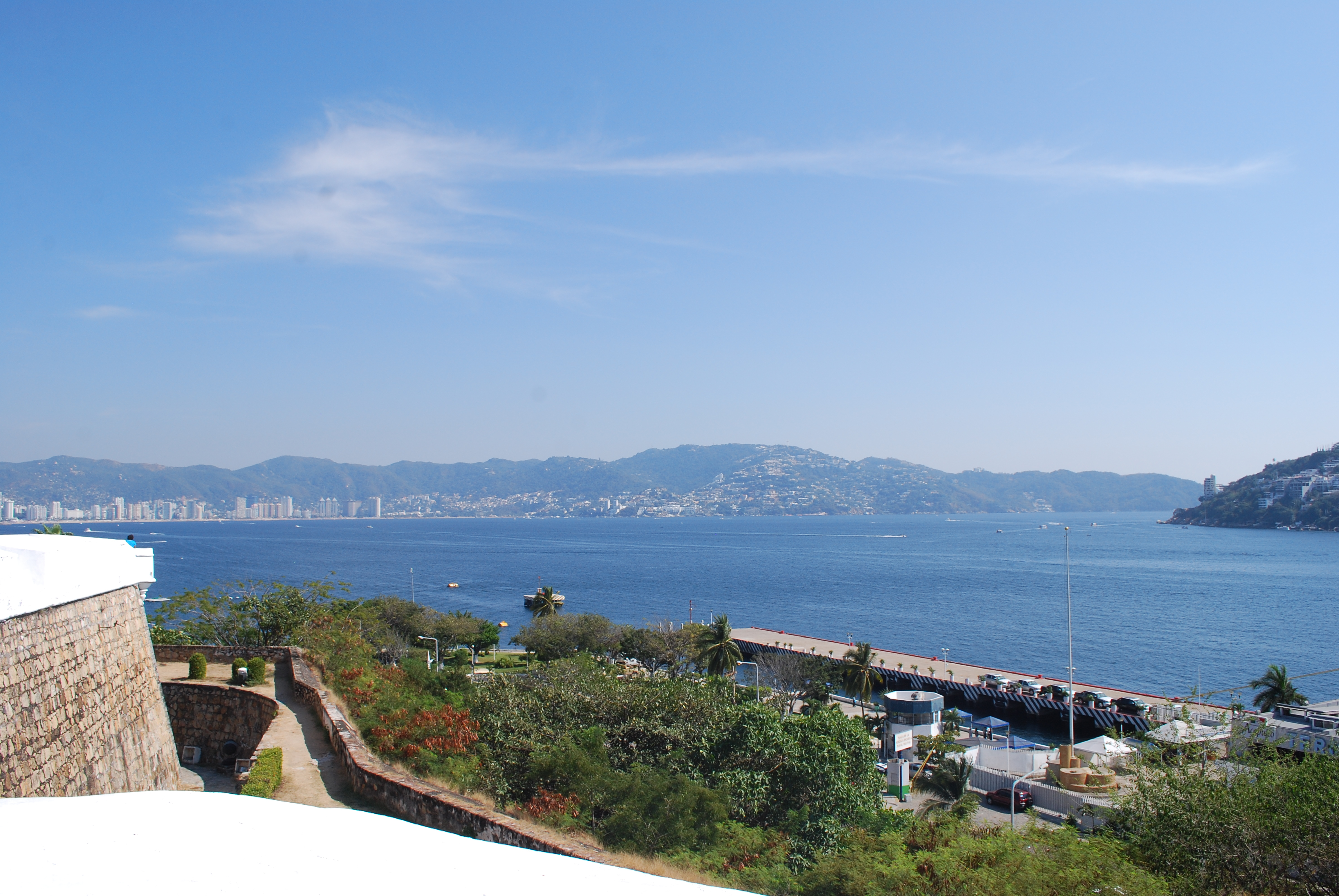
Kilátás az erődből
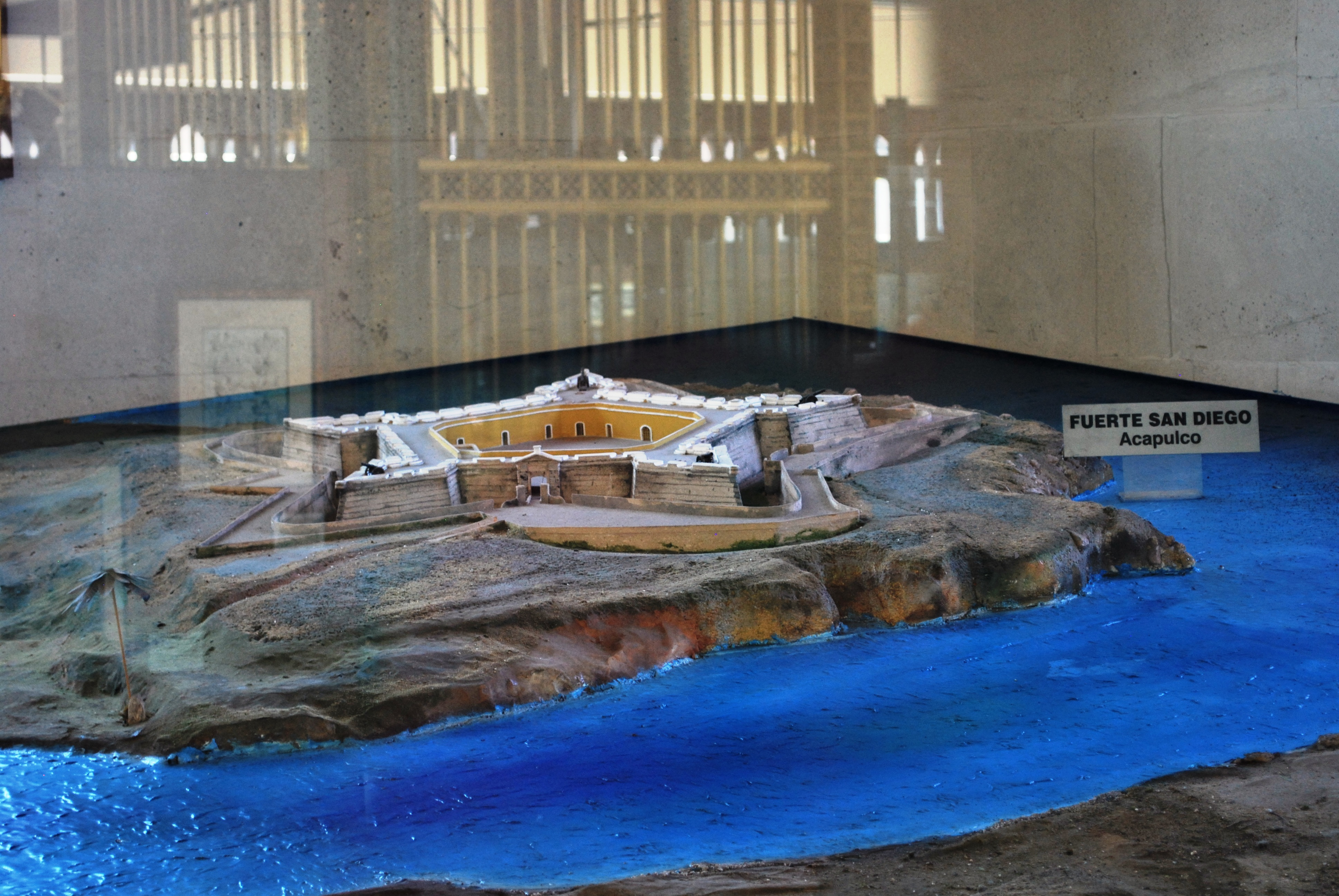
A vár makettje
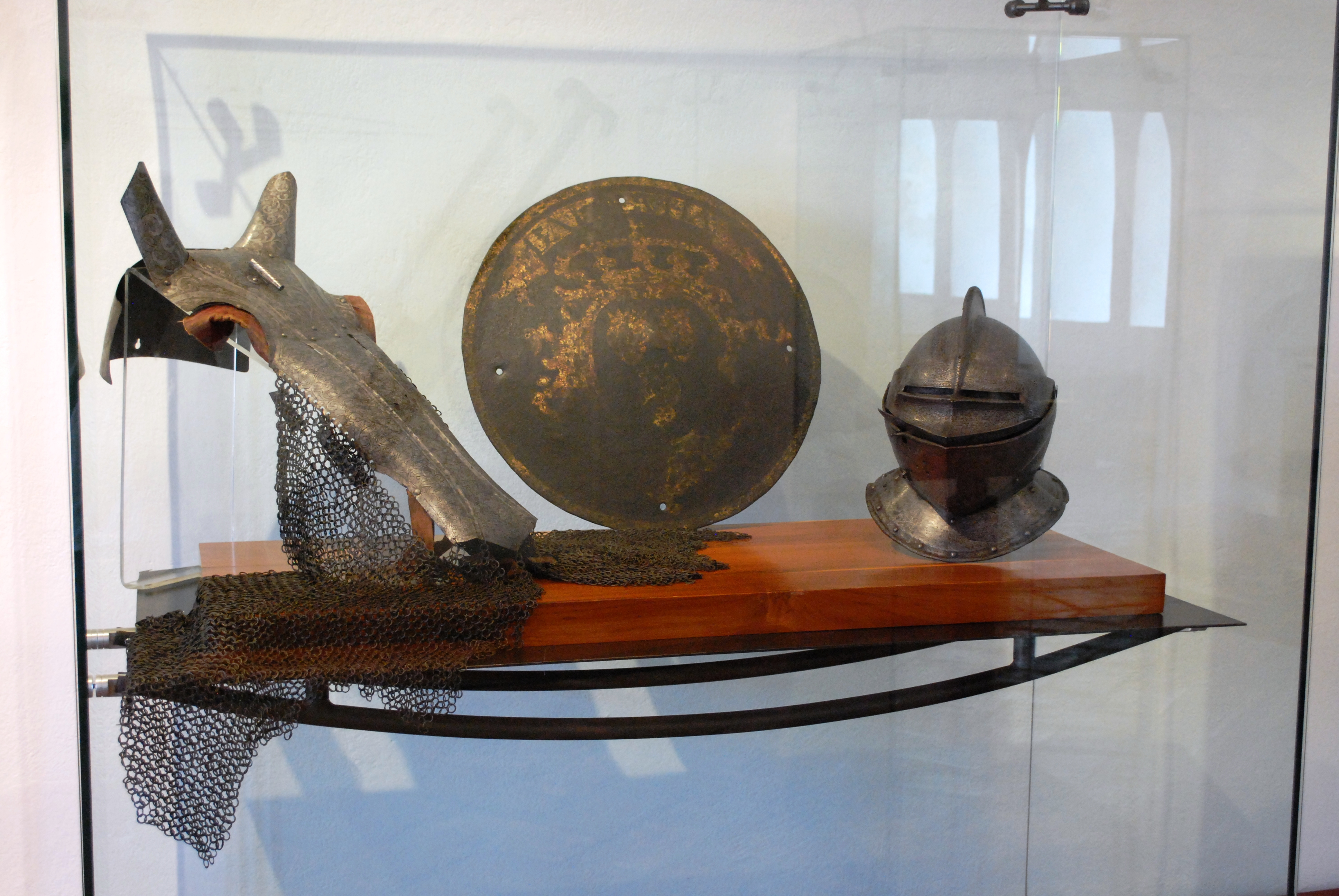
Részlet a múzeumból